# Вільха зелена

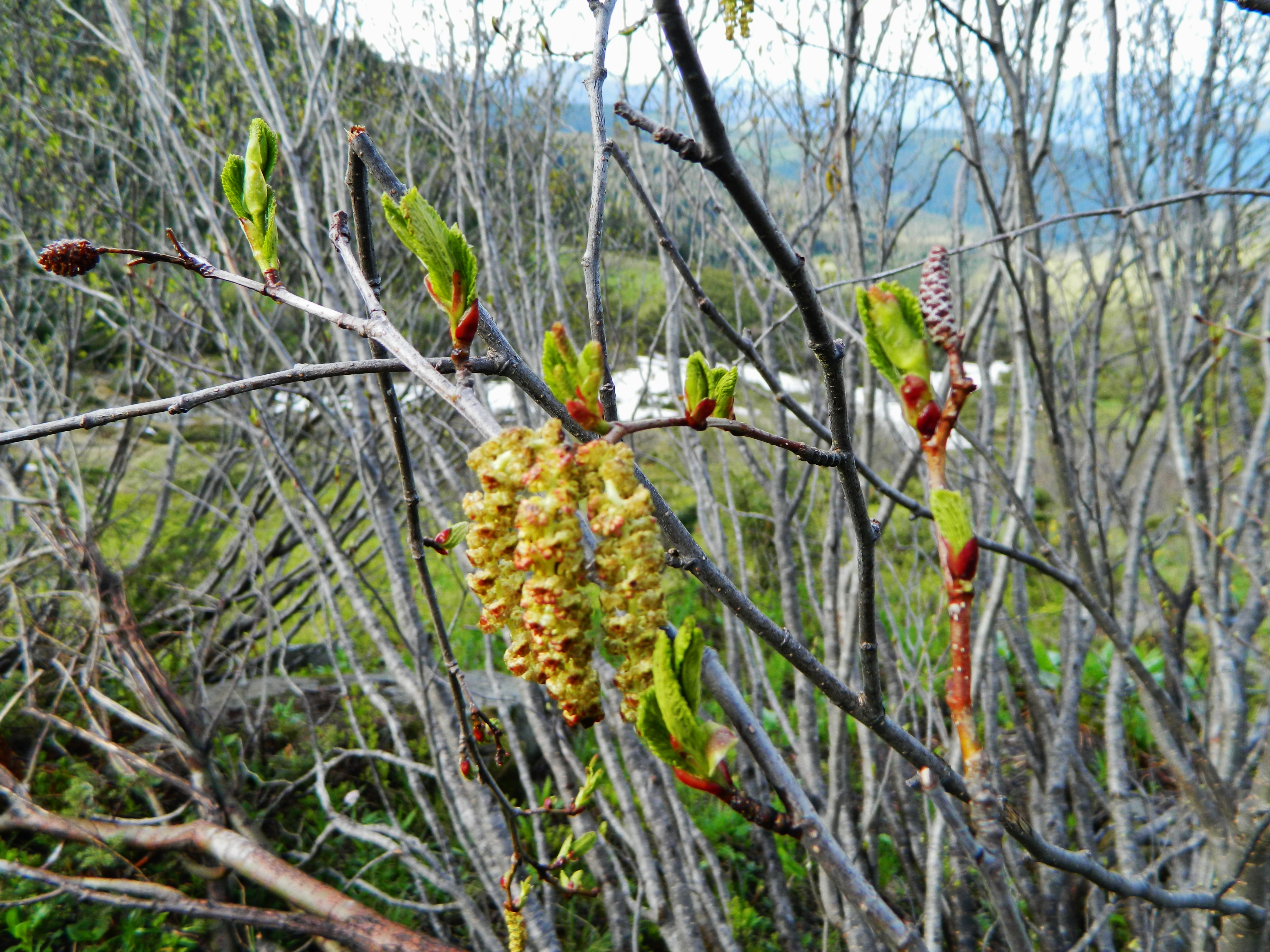
Сережки вільхи зеленої

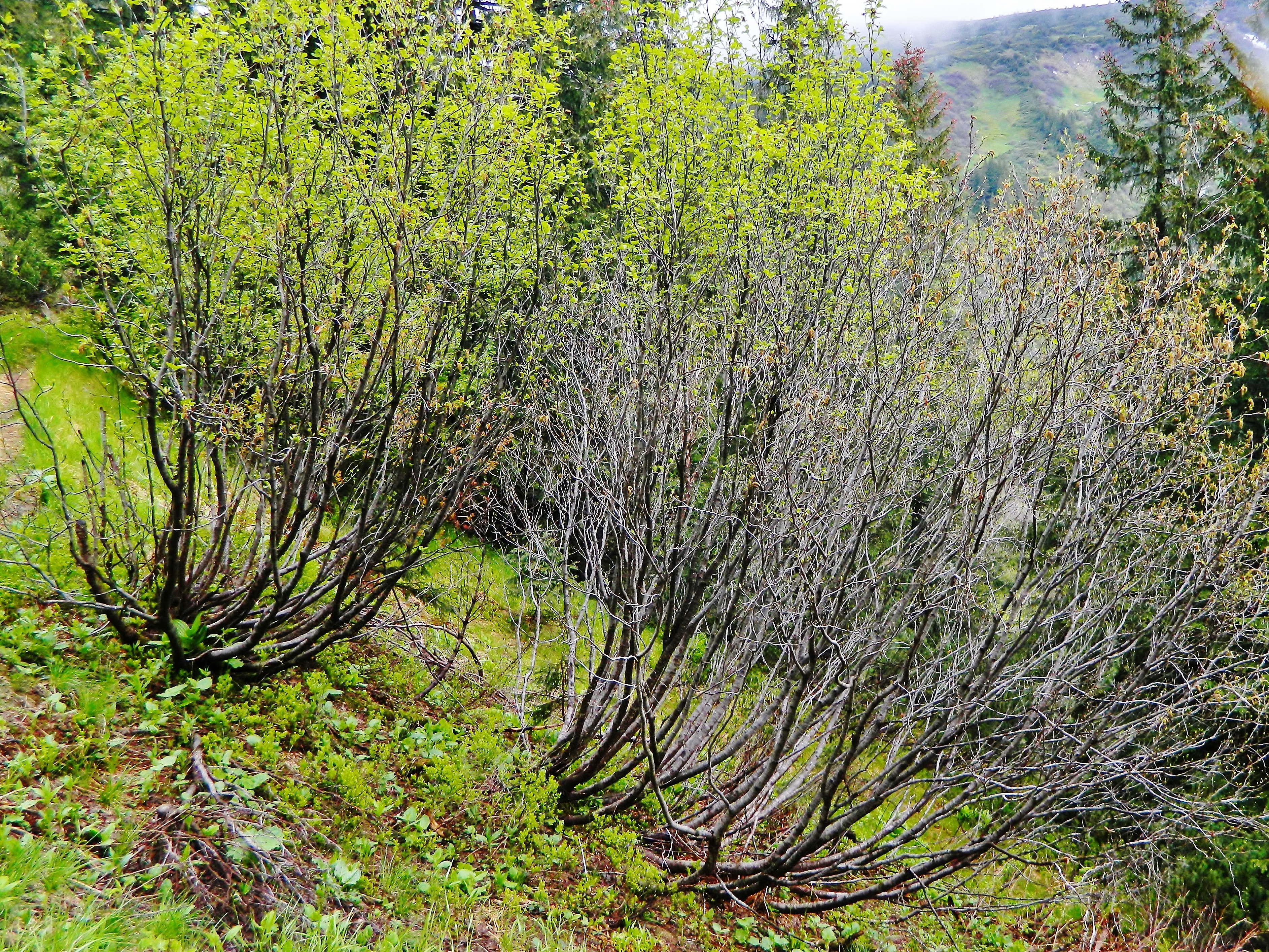
Криволісся вільхи зеленої на горі Пожижевській, Чорногора

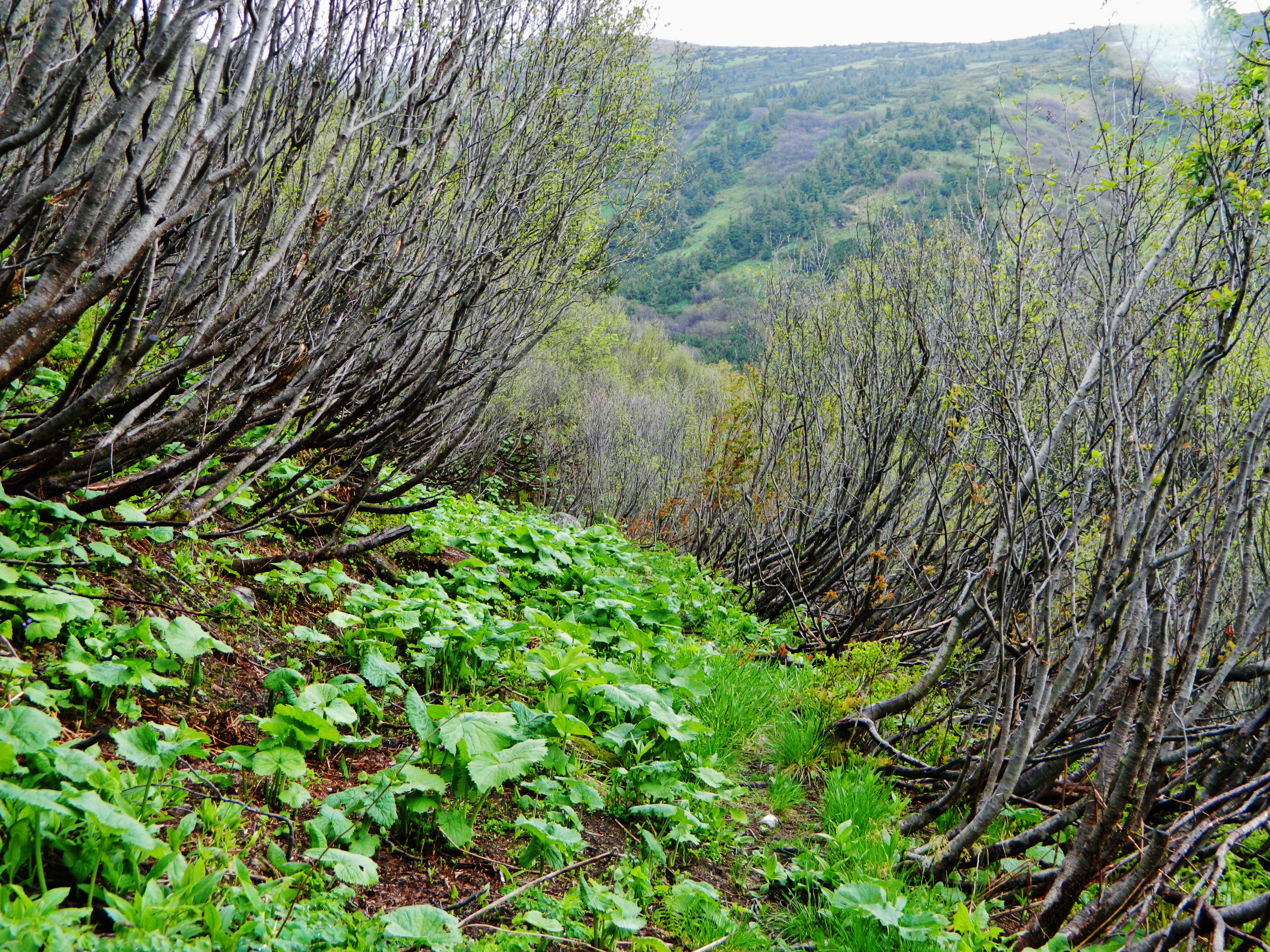
Стежка через криволісся вільхи зеленої

Ві́льха зелена (Alnus viridis) — сланкий чагарник (стелюх) висотою 0,5-2 м, поширений у субальпійському поясі Карпат. Народна назва — лелич. Також вільха зелена поширена в холодних районах всієї північної півкулі, зустрічається навіть в арктичному поясі.

## Морфологія
- Пагони червоно-коричневого кольору, бруньки вкриті багатьма лусками.
- Листки яйцеподібно-еліптичні довжиною 4-6 см, загострені, гостро зубчасті, зверху голі, темно-зелені, знизу світло-зелені, по жилках коротко опушені. Листок має п'ять-десять пар жилок.
- Квіти одностатеві, чоловічі — звисаючі довгасті зелені сережки пучками по 2-3 на коротких черешках. Жіночі — маленькі овально-довгасті сережки зеленого кольору на довгих черешках.
- Плоди — шишечки, дрібніші і світліші, ніж у вільхи чорної, довжиною до 1 см. Насіння — плоский маленький горішок з крильцями, подібний до березового. Цвіте в квітні-липні[2].
- Проросток з двома маленькими яйцеподібної форми сім'ядольними листочками, перші листки трилопатеві.
- Коренева система добре розвинута, має властивість закріплювати ґрунти на схилах.

## Систематика і поширення
Ботаніками Харківського національного університету на основі детального вивчення морфологічних і анатомічних ознак обґрунтовувалась доцільність виділення вільхи зеленої в окремий вид і перейменовано назву виду вільха зелена на назву душекія зелена — Duschekia viridis Opiz, а пізніше Duschekia alnobetula (Ehrh.) Pouzar, однак це нововведення не набуло великого поширення.
Виділяють від чотирьох до шести підвидів вільхи зеленої, деякі з них іноді трактуються як окремі види:
- Alnus viridis subsp. viridis. Центральна Європа.
- Alnus viridis subsp. suaveolens. Корсика (ендемік).
- Alnus viridis subsp. fruticosa. Північно-східна Європа, північна Азія, північний захід Північної Америки.
- Alnus viridis subsp. maximowiczii (A. maximowiczii). Японія.
- Alnus viridis subsp. crispa (A. crispa, вільха гірська). Північно-східна Північна Америка, Ґренландія.
- Alnus viridis subsp. sinuata (A. sinuata). Захід Північної Америки, Сибір і Далекий Схід.

A. viridis є в переліку інвазивних видів у Новій Зеландії
.
Вільха зелена поширена в субальпійському поясі Карпат. Росте на вологих, тінистих кам'янистих схилах. Утворює суцільні зарості — криволісся, іноді конкуруючи з гірською сосною. Часто можна спостерігати розділення екологічних ніш цих видів за ознакою вологості ґрунту (вільха більш вологолюбна), експозиції (вільха буває приурочена до північних експозицій). Заходить в альпійський пояс до висоти 1900 м, на нижніх межах поширення зустрічається в нижньому гірському лісовому поясі.
Вільха морозостійка, мало вибаглива до родючості ґрунтів, світлолюбна. Розмножується вегетативно та насінням.

## Використання
У зеленому будівництві придатна для живоплотів, закріплення схилів, берегів водоймищ та альпійських гірок. Природні угруповання мають ґрунтозахисне і протилавинне значення.